# Marcos Adriano
Marcos Adriano Gonçalves de Barros (Palmeira dos Índios, 30 de julho de 1970) é um ex-futebolista brasileiro atuou como lateral-esquerdo.
Jogou pelos clubes São Paulo, Flamengo, Santos e Bahia, entre outros clubes.

## Carreira
Marcos Adriano começou sua carreira no Beira-Rio, de Presidente Epitácio, em 1989.
Depois passou pelo Fernandópolis antes de chegar ao Operário, de Campo Grande, onde conquistou o Campeonato Sul-Mato-Grossense de 1991.
Por indicação do empresário Alexandre Bueno, em abril de 1992 foi contratado por empréstimo até o final do ano pelo São Paulo, para disputar a lateral esquerda do clube após a dispensa de Nelsinho. "Eu sempre sonhei em jogar por um clube como o São Paulo e agora vou fazer de tudo para corresponder e ser contratado em definitivo", disse o lateral ao ser apresentado. Seu empréstimo custou 50 mil dólares e seu passe veio estipulado em 250 mil dólares. Marcos Adriano chegou para exames médicos em 30 de abril e no mesmo dia já participou pela primeira vez dos treinamentos.
Em 1993, durante uma excursão pela Espanha, na cidade de Albacete, envolveu-se em um caso de indisciplina ao lado do goleiro Gilberto e do zagueiro Lula, voltou imediatamente ao Brasil, por ordem de Telê Santana, por se atrasar na volta de uma folga.
Ainda em 1993, tendo perdido sua condição de titular para André Luiz, decidiu trocar o São Paulo pelo Flamengo. Lá, conquistou a Taça Guanabara, em 95. Participou, em 10 de outubro de 1994, da despedida do “God Soccer” como é conhecido Zico no Japão, num evento promovido pelo clube Kashima Antlers, em partida que reuniu um combinado de estrangeiros que atuavam no futebol japonês. Permaneceu no Flamengo até a final do Campeonato Carioca de 1995, perdido para o Fluminense.
Após deixar a Gávea foi jogar no Santos, em setembro de 1995. Estreou no clube na Argentina, em 13 de setembro de 1995, em um empate com o Independiente pela Supercopa da Libertadores. Sob a liderança de Giovanni, conseguiu chegar à decisão do Campeonato Brasileiro de 1995. Neste Campeonato, ganhou a Bola da Prata como melhor lateral esquerdo. No ano seguinte, caiu de produção e em algumas partidas também atuou na lateral-direita. Seu último jogo foi em 24 de novembro de 1996, contra o Cruzeiro.
Marcos Adriano também teve passagens por Atlético-PR e Bahia.
Em 1998, foi contratado pela Inter de Limeira para disputar o Paulistão.
Encerrou a carreira em 2003, defendendo o CRB. A despedida dos gramados foi em 2007, quando reuniu amigos em uma partida amistosa no Estádio Juca Sampaio.
Em 2011, passou a integrar a equipe da Secretaria de Esportes da Prefeitura de Delmiro Gouveia.
Chegou a escrever no diário Estado de Alagoas.
No final de 2020, deixou suas pisadas no Hall da Fama do estádio Rei Pelé.

## Títulos
Operário-MS
- Campeonato Sul-Mato-Grossense de Futebol: 1991

São Paulo
- Copa Libertadores da América: 1992 e 1993
- Copa Intercontinental: 1992
- Recopa Sul-Americana: 1993
- Campeonato Paulista: 1991, 1992

Flamengo
- Taça Cidade do Rio de Janeiro: 1993
- Troféu Raul Plassman: 1993
- Torneio See: 1994
- Pepsi Cup '94: 1994
- Torneio Internacional de Kuala Lumpur: 1994
- Taça Guanabara: 1995

Atlético-MG
- Copa Conmebol: 1997
- Copa Centenário de Belo Horizonte: 1997

Atlético-PR
- Campeonato Paranaense: 1998
- Copa Paraná: 1998

Fortaleza-CE
- Campeonato Cearense: 2000